# Bravo F1
Bravo F1 foi um projeto criado pelo inglês Nick Wirth para disputar a temporada de 1993 da Fórmula 1.
Criada em novembro de 1992 pelo francês Jean-François Mosnier, teria um orçamento de 3 milhões de dólares, menos da metade que a Andrea Moda Formula, predecessora da Bravo, possuía. O carro usado pelo time seria baseado no Moda S921, e seria construído no estúdio Simtek, de propriedade de Wirth.
Jordi Gené (irmão mais velho de Marc Gené) chegou a ser anunciado como piloto da Bravo para 1993, enquanto que o segundo carro seria disputado por Iván Árias, Nicola Larini, Luca Badoer e Pedro de la Rosa. Adrián Campos chegou a ser cogitado, mas ele não aceitou a proposta. A equipe chegou a fazer uma proposta a Damon Hill, então piloto de teste da Williams, que não foi bem-sucedida.
A morte de Mosnier (vitimado por um câncer), a negativa da FIA em liberar o registro do time devido ao carro não ser aprovado no crash-test, a falta de dinheiro e as dívidas foram decisivas para que a Bravo abandonasse seu projeto, em janeiro de 1993.